# كأس ملك إسبانيا لكرة اليد
كأس ملك إسبانيا لكرة اليد (بالإسبانية: Copa del Rey de Balonmano)‏ هي منافسة كأس سنوية في إسبانيا. تشارك في فرق كرة اليد الإسبانية وينمها الاتحاد الإسباني لكرة اليد. كانت تعرف بكأس القائد العام (Copa del Generalísimo). انطلقت في سنة 1957.

## الأندية الفائزة
| النادي                     | الفوز | الوصافة | سنوات الفوز |
| -------------------------- | ----- | ------- | --- |
| نادي برشلونة لكرة اليد     | 20    | 13      | 1969، 1972، 1973، 1983، 1984، 1985، 1988، 1990، 1993، 1994، 1997، 1998، 2000، 2004، 2007، 2009، 2010، 2014، 2015، 2016 |
| أتلتيكو مدريد              | 12    | 7       | 1962، 1963، 1966، 1967، 1968، 1978، 1979، 1981، 1982، 1987، 2012، 2013                                                 |
| نادي أليكانتي لكرة اليد    | 4     | 1       | 1975، 1976، 1977، 1980                                                                                                 |
| نادي جرانوليريس لكرة اليد  | 3     | 10      | 1958، 1970، 1974 |
| نادي ثيوداد ريال لكرة اليد | 3     | 5       | 2003، 2008، 2011 |